# Mercedes-Benz M 119
| Mercedes-Benz/AMG    | Mercedes-Benz/AMG                             |
| -------------------- | --------------------------------------------- |
|                      |                                               |
| Hersteller:          | Mercedes-Benz/AMG                             |
| Produktionszeitraum: | 1989–1999                                     |
| Bauform:             | V, Achtzylinder                               |
| Motoren:             | 4,2 Liter (4196 cm³) bis 6,0 Liter (5956 cm³) |
| Vorgängermodell:     | M 117                                         |
| Nachfolgemodell:     | M 113                                         |

Der M 119 ist ein Ottomotor von Mercedes-Benz mit 8 Zylindern in V-Stellung und vier Ventilen je Zylinder. Verwendung fand er von 1989 bis 1999 in verschiedenen Mercedes-PKW der Ober- und oberen Mittelklasse.

## Entstehungsgeschichte und Entwicklung

### Allgemeines
Er basiert auf den Vorgängermotoren M 116 und M 117 und unterscheidet sich von diesen im Wesentlichen durch den Vierventil-Zylinderkopf mit zwei kettengetriebenen obenliegenden Nockenwellen je Zylinderbank, die die Ventile über Tassenstößel mit hydraulischem Ventilspielausgleich betätigen. Er besitzt eine zweistufige Phasenverstellung der Einlass-Nockenwellen. Es gab den M 119 mit den Hubräumen 4,2 Liter (4196 cm³) und 5,0 Liter (4973 cm³) serienmäßig sowie mit 6,0 Litern (5956 cm³) und mit 6,3 Litern (6298 cm³) als Tuning-Varianten.
Zuerst kam er 1989 im Modell 500 SL der Baureihe R 129 auf den Markt, später auch in der Baureihe 124, in der S-Klasse Baureihe 140 und E-Klasse Baureihe 210. Die 4,2-l-Variante leistete je nach Ausführung 200 (272) bis 210 kW (286 PS), und die 5,0-Liter-Variante 235 (320) bis 240 kW (326 PS).
Als M 119 HL, aufgeladen von zwei Turboladern der Firma Kühnle, Kopp & Kausch, kam der Motor ab 1989 im Sauber C9 zum siegreichen Einsatz im Motorsport, etwa beim 24-Stunden-Rennen in Le Mans.
Nachfolger war der M 113, der gemeinsam mit dem technisch verwandten V6-Motor M 112 entwickelt wurde.

### AMG
Der damals noch eigenständige, auf Mercedes-Fahrzeuge spezialisierte Tuningbetrieb AMG setzte auf die 5,6-Liter-Versionen des Vorgänger-Motors M 117 zum Ende der 1980er Jahre eigenentwickelte Vierventil-Zylinderköpfe, mit denen die Motoren unter hoher Verdichtung 265 (360) bis 280 kW (381 PS) leisteten. Diese Motoren erhielten von AMG die Kennung M 117/9. Die durch Daimler-Benz entwickelte Nachfolgemotorenfamilie M 119 der zweiventiligen M 116/M 117-Reihe erhielt dann ebenfalls vier Ventile pro Zylinder. Die M 119-Motoren gelten vielen Kennern als die besten V8-Triebwerke, die jemals bei Daimler-Benz in PKW eingesetzt wurden.

### Motordaten
| Motorbezeichnung | Zylinderzahl | Bohrung × Hub [mm] | Hubraum [cm3] | Verdichtung | Leistung [kW] bei Drehzahl [1/min] | Drehmoment [Nm] bei Drehzahl [1/min] |
| ---------------- | ------------ | ------------------ | ------------- | ----------- | ---------------------------------- | ------------------------------------ |
| M 119 E 42       | 8            | 92,0 × 78,9        | 4196          | 10,0 : 1    | 200 bei 5700 (US-Version)          | 400 bei 3900                         |
| M 119 E 42       | 8            | 92,0 × 78,9        | 4196          | 11,0 : 1    | 205 bei 5700                       | 400 bei 3900                         |
| M 119 E 42       | 8            | 92,0 × 78,9        | 4196          | 11,0 : 1    | 210 bei 5700                       | 410 bei 3900                         |
| M 119 E 50       | 8            | 96,5 × 85,0        | 4973          | 10,0 : 1    | 235 bei 5600                       | 470 bei 3900                         |
| M 119 E 50       | 8            | 96,5 × 85,0        | 4973          | 10,0 : 1    | 240 bei 5700                       | 480 bei 3900                         |
| M 119 E 50       | 8            | 96,5 × 85,0        | 4973          | 11,0 : 1    | 255 bei 5750                       | 480 bei 3750–4250                    |
| M 119 E 60       | 8            | 100,0 × 94,8       | 5956          | 10,0 : 1    | 275 bei 5250                       | 550 bei 4000                         |
| M 119 E 60       | 8            | 100,0 × 94,8       | 5956          | 10,0 : 1    | 280 bei 5500                       | 580 bei 3750                         |

## Einsatz

### M 119 E 42
| Verkaufsbezeichnung                                                                        | Baureihe | Bauzeitraum |
| ------------------------------------------------------------------------------------------ | -------- | ----------- |
| Hubraum: 4196 cm³, Leistung: 205 kW (279 PS) bei 5700/min, Drehmoment: 400 Nm bei 3900/min |          |             |
| 400 E/E 420                                                                                | W 124    | 1992–1995   |
| S 420 Coupé/CL 420                                                                         | C 140    | 1994–1998   |
| S 420                                                                                      | W/V 140  | 1993–1998   |
| E 420                                                                                      | W/S 210  | 1996–1998   |
| Hubraum: 4196 cm³, Leistung: 210 kW (286 PS) bei 5700/min, Drehmoment: 410 Nm bei 3900/min |          |             |
| 400 SE                                                                                     | W/V 140  | 1991–1993   |

### M 119 E 50
| Verkaufsbezeichnung                                                                             | Baureihe | Bauzeitraum |
| ----------------------------------------------------------------------------------------------- | -------- | ----------- |
| Hubraum: 4973 cm³, Leistung: 235 kW (320 PS) bei 5600/min, Drehmoment: 470 Nm bei 3900/min      |          |             |
| 500 E / E 500                                                                                   | W 124    | 1990–1993   |
| 500 SL/SL 500                                                                                   | R 129    | 1989–1998   |
| 500 SEC/S 500 Coupé/CL 500                                                                      | C 140    | 1992–1998   |
| S 500                                                                                           | W/V 140  | 1993–1998   |
| Hubraum: 4973 cm³, Leistung: 240 kW (326 PS) bei 5700/min, Drehmoment: 480 Nm bei 3900/min      |          |             |
| 500 E                                                                                           | W 124    | 1990–1993   |
| 500 SL                                                                                          | R 129    | 1989–1992   |
| 500 SE                                                                                          | W/V 140  | 1991–1993   |
| Hubraum: 4973 cm³, Leistung: 255 kW (347 PS) bei 5750/min, Drehmoment: 480 Nm bei 3750–4250/min |          |             |
| E 50 AMG                                                                                        | W 210    | 1996–1997   |

### M 119 E 60

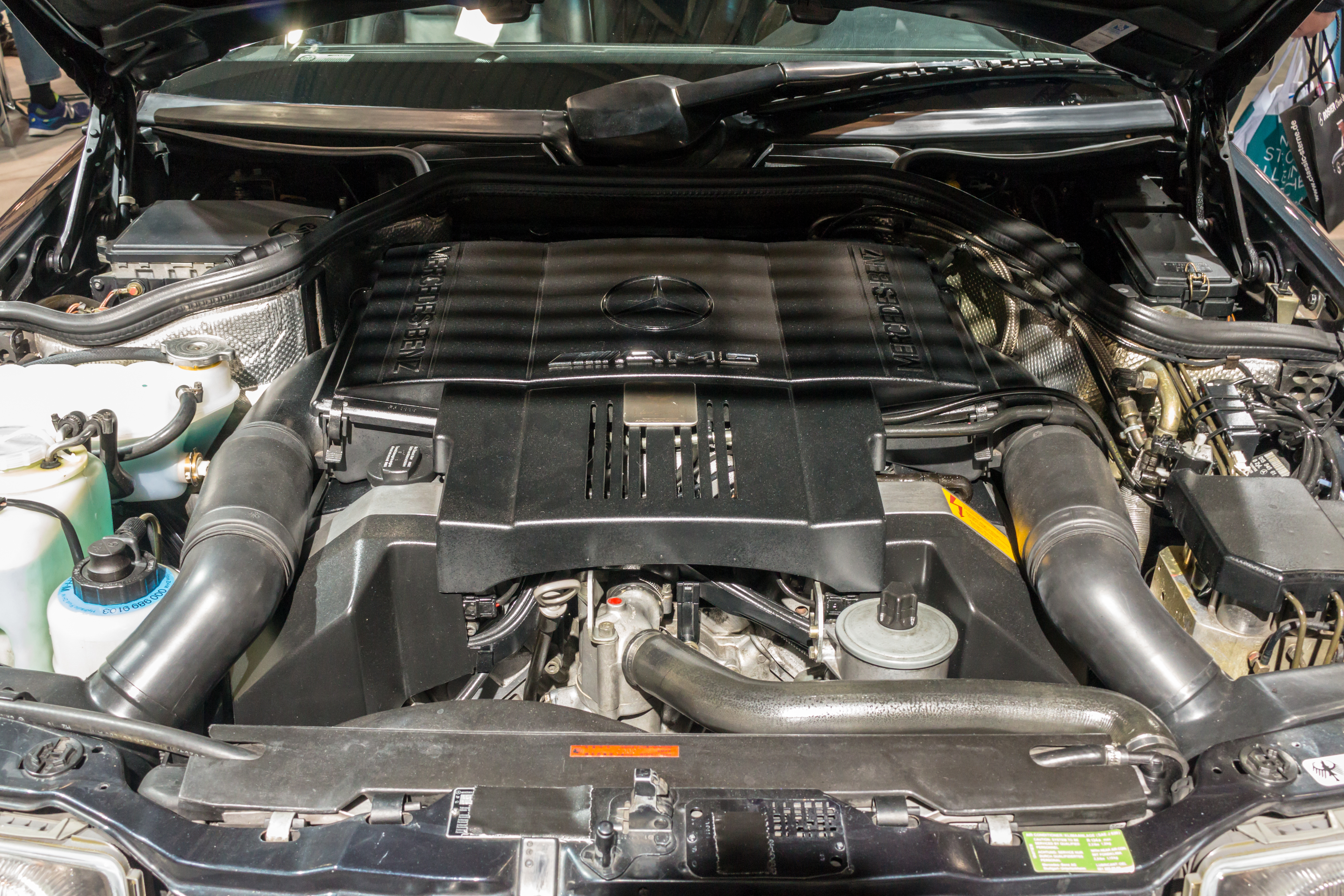
M 119 E60 in einem E 60 AMG

| Verkaufsbezeichnung                                                                        | Baureihe | Bauzeitraum |
| ------------------------------------------------------------------------------------------ | -------- | ----------- |
| Hubraum: 5956 cm³, Leistung: 280 kW (381 PS) bei 5500/min, Drehmoment: 580 Nm bei 3750/min |          |             |
| E 60 AMG                                                                                   | W 124    | 1993–1994   |
| SL 60 AMG                                                                                  | R 129    | 1993–1998   |
| E 60 AMG                                                                                   | W/S 210  | 1996–1998   |

### M 119 E 63
| Verkaufsbezeichnung                                                                        | Baureihe | Bauzeitraum |
| ------------------------------------------------------------------------------------------ | -------- | ----------- |
| Hubraum: 6298 cm³, Leistung: 298 kW (405 PS) bei 5500/min, Drehmoment: 616 Nm bei 3600/min |          |             |
| E 60 AMG 6.3                                                                               | W 210    | 1996–1998   |